# Gedu College of Business Studies
Le Gedu College of Business Studies est un collège gouvernemental autonome relevant de l' Université royale du Bhoutan , qui propose une formation à temps plein sur les affaires et la gestion contemporaines au Bhoutan. Il est situé dans la ville de Gedu, une ville du Bhoutan située dans le district de Chukha.
En 2012, le collège a commencé à offrir un programme de maîtrise en études commerciales. Le collège est accrédité «A» par le Bhoutan Accreditation Council (BAC) en 2017.

## Personnalités de la faculté
- Dupthob, homme politique bhoutanais qui est membre de l' Assemblée nationale du Bhoutan

## liens externes
- site officiel du College of Business Studies de Gaedu

- (en) Cet article est partiellement ou en totalité issu de l’article de Wikipédia en anglais intitulé « Gaedu College of Business Studies » (voir la liste des auteurs).